# Pellizzaricoccus gabrielis
Pellizzaricoccus gabrielis är en insektsart som beskrevs av Ferenc Kozár 1991. Pellizzaricoccus gabrielis ingår i släktet Pellizzaricoccus och familjen ullsköldlöss. Inga underarter finns listade i Catalogue of Life.